# Honduras az 1996. évi nyári olimpiai játékokon
Honduras az egyesült államokbeli Atlantában megrendezett 1996. évi nyári olimpiai játékok egyik részt vevő nemzete volt. Az országot az olimpián 4 sportágban 7 sportoló képviselte, akik érmet nem szereztek.

## Atlétika
Női
| Versenyző        | Versenyszám | Előfutam | Előfutam | Előfutam | Negyeddöntő | Negyeddöntő | Negyeddöntő | Elődöntő | Elődöntő | Elődöntő | Döntő   | Döntő    |
| Versenyző        | Versenyszám | Idő      | Hely.    | Össz.    | Idő         | Hely.       | Össz.       | Idő      | Hely.    | Össz.    | Idő     | Helyezés |
| ---------------- | ----------- | -------- | -------- | -------- | ----------- | ----------- | ----------- | -------- | -------- | -------- | ------- | -------- |
| Elizabeth Chávez | 100 m       | 12,10    | 8.       | 50.      | kiesett     | kiesett     | kiesett     | kiesett  | kiesett  | kiesett  | kiesett | kiesett  |

## Cselgáncs
Férfi
| Versenyző        | Versenyszám | Selejtező         | 32-es főtábla             | Nyolcaddöntő      | Negyeddöntő       | Elődöntő          | Vigaszág első kör          | Vigaszág negyeddöntő | Vigaszág elődöntő | Bronz- mérkőzés   | Döntő             | Helyezés |
| Versenyző        | Versenyszám | Ellenfél Eredmény | Ellenfél Eredmény         | Ellenfél Eredmény | Ellenfél Eredmény | Ellenfél Eredmény | Ellenfél Eredmény          | Ellenfél Eredmény    | Ellenfél Eredmény | Ellenfél Eredmény | Ellenfél Eredmény | Helyezés |
| ---------------- | ----------- | ----------------- | ------------------------- | ----------------- | ----------------- | ----------------- | -------------------------- | -------------------- | ----------------- | ----------------- | ----------------- | -------- |
| Leonardo Carcamo | Légsúly     | erőnyerő          | Nomura Tadahiro (JPN) · V |                   |                   |                   | Nyikolaj Ozsegin (RUS) · V | kiesett              | kiesett           | kiesett           |                   | 13.      |

Női
| Versenyző      | Versenyszám | Selejtező              | Nyolcaddöntő      | Negyeddöntő       | Elődöntő          | Vigaszág első kör            | Vigaszág negyeddöntő | Vigaszág elődöntő | Bronz- mérkőzés   | Döntő             | Helyezés |
| Versenyző      | Versenyszám | Ellenfél Eredmény      | Ellenfél Eredmény | Ellenfél Eredmény | Ellenfél Eredmény | Ellenfél Eredmény            | Ellenfél Eredmény    | Ellenfél Eredmény | Ellenfél Eredmény | Ellenfél Eredmény | Helyezés |
| -------------- | ----------- | ---------------------- | ----------------- | ----------------- | ----------------- | ---------------------------- | -------------------- | ----------------- | ----------------- | ----------------- | -------- |
| Dora Maldonado | Légsúly     | Tamura Rjóko (JPN) · V |                   |                   |                   | Taccjana Maszkvina (BLR) · V | kiesett              | kiesett           | kiesett           |                   | 13.      |
| Jeny Rodríguez | Könnyűsúly  | Pekli Mária (HUN) · V  | kiesett           | kiesett           | kiesett           |                              |                      |                   |                   |                   | 20.      |

## Ökölvívás
| Versenyző      | Versenyszám | Selejtező                      | Nyolcaddöntő      | Negyeddöntő       | Elődöntő          | Döntő             | Helyezés |
| Versenyző      | Versenyszám | Ellenfél Eredmény              | Ellenfél Eredmény | Ellenfél Eredmény | Ellenfél Eredmény | Ellenfél Eredmény | Helyezés |
| -------------- | ----------- | ------------------------------ | ----------------- | ----------------- | ----------------- | ----------------- | -------- |
| Geovany Baca   | Papírsúly   | Anicet Rasoanaivo (MAD) · 0–12 | kiesett           | kiesett           | kiesett           | kiesett           | 17.      |
| Darwin Angeles | Légsúly     | Szerhij Kovhanko (UKR) · 6–12  | kiesett           | kiesett           | kiesett           | kiesett           | 17.      |

## Úszás
Férfi
| Versenyző   | Versenyszám  | Előfutam | Előfutam | Előfutam | Döntő   | Döntő   | Döntő   | Helyezés |
| Versenyző   | Versenyszám  | Idő      | Hely.    | Össz.    | Típus   | Idő     | Hely.   | Helyezés |
| ----------- | ------------ | -------- | -------- | -------- | ------- | ------- | ------- | -------- |
| Ramón Valle | 1500 m gyors | 16:14,76 | 1.       | 29.      | kiesett | kiesett | kiesett | kiesett  |